# Stallikon
Stallikon est une commune suisse du canton de Zurich.

Photo aérienne (1966).